# 아이소플라벤

글라브렌의 구조

2-메톡시주다이신의 구조

하지닌 D의 구조

아이소플라벤(영어: isoflavene)은 아이소플라보노이드의 한 종류이다.

## 예
- 글라브렌, 민감초 뿌리에서 발견되는 제노에스트로젠이기도 하다.[1]
- 2-메톡시주다이신, Cicer bijugum의 뿌리에서 발견된다.[2]
- 하지닌 D
- 이드로노실, 페녹소다이올이라고도 하며, 항암 목적으로 사용된다.[3]

## 같이 보기
- 아이소플라베인